# Shahrak-e Taleqani
Shahrak-e Taleqani (farsi شهرك طالقاني) è una città dello shahrestān di Mahshahr, circoscrizione Centrale, nella provincia del Khūzestān. Aveva, nel 2006, una popolazione di 25 808 abitanti.